# براندون بوريلو
براندون بوريلو ((بالإنجليزية: Brandon Borrello)‏؛ مواليد 25 يوليو 1995) هو لاعب كرة قدم أسترالي يجيد اللعب كمهاجم لصالح بريزبان رور في الدوري الأسترالي الممتاز.

## مسيرته الكروية
لعب براندون بوريلو خلال مسيرته الاحترافية مع 4 أندية في سبعة مواسم وسجل خلالها 16 هدفًا ضمن 106 مباراة. ولم يفز بأي موسم بالكأس وفاز في موسم واحد بالدوري.
خاض براندون بوريلو مسيرته مع نادي بريزبان رور في موسم 2013–14 ليلعب معه أربعة مواسم، مشاركًا في 71 مباراة سجل خلالها 13 هدفًا. ثم انتقل إلى نادي كايزرسلاوترن في موسم 2017–18 لمدة موسم واحد، حيث شارك في 19 مباراة سجل خلالها 3 أهداف. لينتقل بعدها إلى SC Freiburg II ‏ في موسم 2018–19 لمدة موسم واحد، مشاركًا في 9 مباريات ولم يسجل أي هدف. ثم انتقل إلى نادي فرايبورغ في موسم 2019–20 لمدة موسم واحد، مشاركًا في 7 مباريات ولم يسجل أي هدف أيضًا.

## روابط خارجية
- براندون بوريلو على موقع قاعدة بيانات كرة القدم.إي يو (الإنجليزية)
- براندون بوريلو على موقع ناشيونال فوتبول تيمز (الإنجليزية)
- براندون بوريلو على موقع Soccerway.com (الإنجليزية)
- براندون بوريلو على موقع عالم كرة القدم.نت (الإنجليزية)